# Право на помагала о трошку осигурања
Право на помагала о трошку осигурања једно је од медицинских и социјалних права из здравствене заштите у Србији на основу кога у случају медицински разлога пацијенти могу да добију и различите врсте помагала (протетичка и ортотичка средства, очна и слушна помагала, медицинске апарате итд). Само у 2017. године ово право је у Србији остварило више од 2,9 милиона пацијената који су старији од 51 године.

## Основне информације
Осигураницима у Србији се у складу са Законом о здравственој заштити обезбеђују медицинско-техничка помагала, која су им неоходна у сврху лечење и рехабилитације, јер им омогућавају:
- побољшање основних животних функција,
- омогућавају самосталан живот,
- обезбеђују функционалну и естетску замену изгубљених делова тела,
- омогућавају ослонац, спречавају настанак деформитета и коригују постојеће деформитете,
- савладавање препрека у средини у којој живе и привремено бораве,
- спречавају суштинско погоршање здравственог стања,
- омогућавају функције вида, слуха, гласног говора,
- омогућавају надокнаду зуба.[2]

## Начин прописивања помагала
Помагало прописује пацијентов изабрани лекар, односно лекар одговарајуће специјалности за индикације прописане у Листи помагала, а на основу медицинске документације (не старија од 12 месеци) којом пацијент доказује индикације за њихово прописивање.
За одређене врсте помагала која су прописана у Листи помагала прописује лекарска комисија филијале Републичког фонда према седишту здравствене установе у којој осигураник има изабраног лекара и својим конзилијарним извештајем даје оцену о оправданости прописивања помагала.

## Набавка помагала
Набавку помагала пацијент реализује код апотека и ортопедских предузећа (код испоручиоца који је са РФЗО закључио уговор), док право на стоматолошке надокнаде осигураници остварују у здравственим установама из плана мреже здравствених установа Србије.